# Leonard Courtney (1er baron Courtney de Penwith)
Pour les articles homonymes, voir Courtney.
Leonard Henry Courtney (6 juillet 1832 - 11 mai 1918) est un homme politique britannique radical et un universitaire, qui est devenu célèbre pour avoir été partisan de la représentation proportionnelle au Parlement et un opposant à l'impérialisme et au militarisme .
Il est membre de la deuxième administration de William Ewart Gladstone de 1880 à 1883 et est président de Ways and Means (vice-président de la Chambre des communes) entre 1886 et 1893 . Il est le premier et le dernier baron Courtney de Penwith .

## Jeunesse et éducation
Il est né à Penzance, en Cornouailles. Il est le fils aîné de John Sampson Courtney, un banquier, et Sarah, fille de John Mortimer  Deux de ses frères, John Mortimer Courtney (1838–1920) et William Prideaux Courtney (1845–1913), ont également fait carrière, l'aîné dans la fonction publique au Canada (à partir de 1869, prenant sa retraite en 1906), devenant député, ministre des finances, et le dernier dans la fonction publique britannique (1865–1892), et en tant qu'éminent homme de lettres et bibliographe. Il fait ses études au St John's College de Cambridge, où il est deuxième Wrangler et premier prix Smith, et est élu membre de son collège. Il est admis au Barreau de Lincoln's Inn en 1858. De 1872 à 1875, il est professeur d'économie politique à l'University College de Londres . Il est président de la Royal Geological Society of Cornwall en 1881–1882 .

## Carrière politique
En décembre 1876, après une précédente tentative infructueuse, Courtney est élu au Parlement pour Liskeard en tant que libéral. Il représente l'arrondissement, et Bodmin dans lequel il est fusionné par le Reform Act de 1885, jusqu'en 1900, lorsque son attitude envers la seconde guerre des Boers (lui et son épouse Catherine sont parmi les principaux des soi-disant Pro- Boer Party) l'a contraint à la retraite .
Jusqu'en 1885, il est un partisan fervent de William Ewart Gladstone, en particulier dans les finances et les affaires étrangères. En 1880, il est nommé sous-secrétaire d'État au ministère de l'Intérieur, en 1881 sous-secrétaire d'État aux Colonies et en 1882 secrétaire aux finances du Trésor. Il est connu comme un combattant têtu, et après avoir constaté que le projet de loi de réforme du gouvernement en 1884 ne contenait aucune reconnaissance du système de représentation proportionnelle, auquel il est profondément attaché, il démissionne. Il refuse de soutenir le Home Rule Bill de Gladstone en 1886 et est l'un de ceux qui ont principalement contribué à son rejet. Sa réputation d'intégrité inflexible et d'éminence intellectuelle a solidifié le Parti libéral unioniste .
En 1886, il est élu président de Ways and Means (vice-président de la Chambre des communes) et est admis au Conseil privé en 1889. Son efficacité dans ce poste semblait le préparer pour le poste de président après les élections générales de 1895. Un unioniste libéral, cependant, ne pouvait être élu que par des votes conservateurs, et il s'était rendu désagréable à une grande partie du Parti conservateur par son attitude indépendante sur diverses questions, sur lesquelles son libéralisme l'emportait sur sa loyauté envers le parti. Il aurait de toute façon été frappé d'incapacité par une affection de la vue qui, pendant un certain temps, aurait pu l'obliger à se retirer de la vie publique .
Après 1895, les divergences de Courtney par rapport au parti unioniste sur des questions autres que la politique irlandaise se sont progressivement accentuées. Il est devenu connu à la Chambre des communes principalement pour ses critiques sincères des mesures introduites par ses chefs nominaux, et il devait plutôt être classé parmi l'opposition que comme membre de la majorité. Lorsque la crise avec le Transvaal est survenue en 1899, les vues de Courtney, qui sont restées sensiblement ce qu'elles étaient quand il a soutenu le règlement après Majuba en 1881, sont clairement devenues incompatibles avec sa position, même en tant que soutien nominal de Lord Salisbury et Joseph Chamberlain . Il dirige les travaux du comité de conciliation sud-africain qui a attiré l'attention du peuple britannique sur les souffrances des Boers .
Il redevient progressivement membre officiel du Parti libéral et, en janvier 1906, se présente sans succès à Édimbourg-Ouest comme partisan de Henry Campbell-Bannerman aux élections générales. Dans les honneurs d'anniversaire de 1906, il est élevé à la pairie en tant que baron Courtney de Penwith, dans le comté de Cornouailles.
Courtney est un partisan éminent du mouvement des femmes grâce à l'influence de sa femme et de sa belle-sœur. Dans ses premières années, il est un contributeur régulier du Times et il écrit de nombreux articles dans les principales revues sur des sujets politiques et économiques. En 1901, il publie un livre sur la Constitution du Royaume-Uni . Il est président de la Royal Statistical Society de 1897 à 1899 . Il est un grand ami de l'artiste Norman Garstin.

## Vie privée
Il épouse Catherine Potter, fille de Richard Potter et une sœur aînée de Beatrice Potter Webb, le 15 mars 1883 à l'église St Jude, Whitechapel. Ils n'ont pas d'enfants.
En mai 1918, âgé de 85 ans, il meurt au 15 Cheyne Walk et laisse des biens pour un montant de 56 672 £ 2s 6d. La pairie s'est éteinte à sa mort .